# Camptomyia
Camptomyia är ett släkte av tvåvingar som beskrevs av Jean-Jacques Kieffer 1894. Camptomyia ingår i familjen gallmyggor.

## Dottertaxa tillCamptomyia, i alfabetisk ordning[1][2]
- Camptomyia abnormis
- Camptomyia accepta
- Camptomyia addenda
- Camptomyia aestiva
- Camptomyia albidula
- Camptomyia alnicola
- Camptomyia antennata
- Camptomyia artemisiae
- Camptomyia artocarpi
- Camptomyia attenuata
- Camptomyia aurora
- Camptomyia binotata
- Camptomyia breviradicis
- Camptomyia calcarata
- Camptomyia canadensis
- Camptomyia cognata
- Camptomyia concolor
- Camptomyia conformis
- Camptomyia cornuta
- Camptomyia corticalis
- Camptomyia crucicula
- Camptomyia denticuligera
- Camptomyia derivata
- Camptomyia drymophila
- Camptomyia emarginata
- Camptomyia erythromma
- Camptomyia fenestralis
- Camptomyia flavocinerea
- Camptomyia fulva
- Camptomyia furcellata
- Camptomyia gigantea
- Camptomyia helveola
- Camptomyia heterobia
- Camptomyia hibisci
- Camptomyia incognita
- Camptomyia innotata
- Camptomyia lutescens
- Camptomyia mamaevi
- Camptomyia maritima
- Camptomyia maxima
- Camptomyia minima
- Camptomyia montana
- Camptomyia morindae
- Camptomyia mucronata
- Camptomyia multiarticulata
- Camptomyia multinoda
- Camptomyia nigricornis
- Camptomyia nodicornis
- Camptomyia pallida
- Camptomyia panelii
- Camptomyia piceae
- Camptomyia pinicola
- Camptomyia piptopori
- Camptomyia populi
- Camptomyia pseudotsugae
- Camptomyia recta
- Camptomyia regia
- Camptomyia ribifiormis
- Camptomyia ribiformis
- Camptomyia ricini
- Camptomyia sajanorum
- Camptomyia shibuyai
- Camptomyia sickliformis
- Camptomyia spinifera
- Camptomyia stylosa
- Camptomyia subepidermalis
- Camptomyia szadziewskii
- Camptomyia triangularis
- Camptomyia triplicata
- Camptomyia ulmicola
- Camptomyia unisaetosa
- Camptomyia valvata
- Camptomyia webii